# Бернадетс
Бернаде́тс (фр. Bernadets) — коммуна во Франции, находится в регионе Аквитания. Департамент — Атлантические Пиренеи. Входит в состав кантона Пе-де-Морлаас и дю Монтанерес. Округ коммуны — По.
Код INSEE коммуны — 64114.

## География

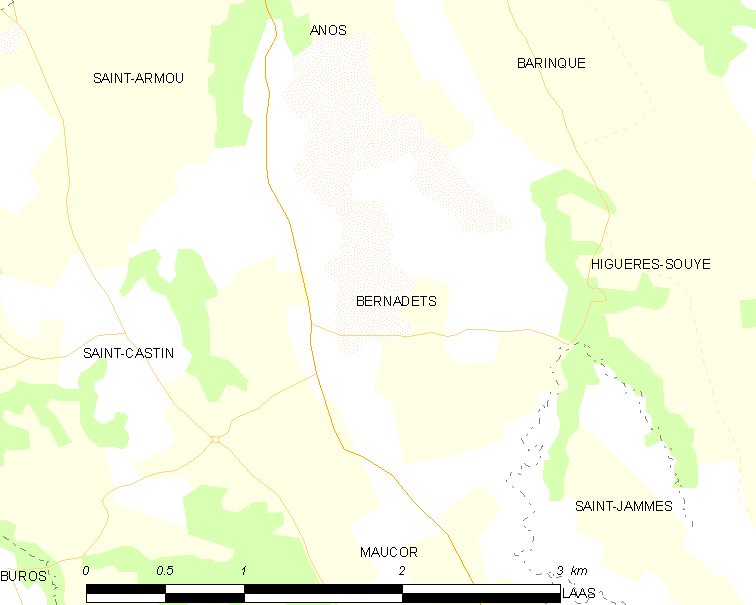
Карта коммуны

Коммуна расположена приблизительно в 650 км к югу от Парижа, в 165 км южнее Бордо, в 11 км к северо-востоку от По.
На востоке коммуны протекает река Люи-де-Франс.

### Климат
Климат тёплый океанический. Зима мягкая, средняя температура января — от +5°С до +13°С, температуры ниже −10 °C бывают редко. Снег выпадает около 15 дней в году с ноября по апрель. Максимальная температура летом порядка 20-30 °C, выше 35 °C бывает очень редко. Количество осадков высокое, порядка 1100 мм в год. Характерна безветренная погода, сильные ветры очень редки.

## Население
Население коммуны на 2010 год составляло 542 человека.
| 1962 | 1968 | 1975 | 1982 | 1990 | 1999 | 2010 |
| ---- | ---- | ---- | ---- | ---- | ---- | ---- |
| 149  | 136  | 185  | 303  | 534  | 520  | 542  |

## Экономика
В 2010 году среди 375 человек трудоспособного возраста (15-64 лет) 260 были экономически активными, 115 — неактивными (показатель активности — 69,3 %, в 1999 году было 69,8 %). Из 260 активных жителей работали 236 человек (129 мужчин и 107 женщин), безработных было 24 (10 мужчин и 14 женщин). Среди 115 неактивных 38 человек были учениками или студентами, 42 — пенсионерами, 35 были неактивными по другим причинам.

## Достопримечательности
- Замок Бернадетс (XVIII век). Исторический памятник с 1999 года[4]

## Фотогалерея

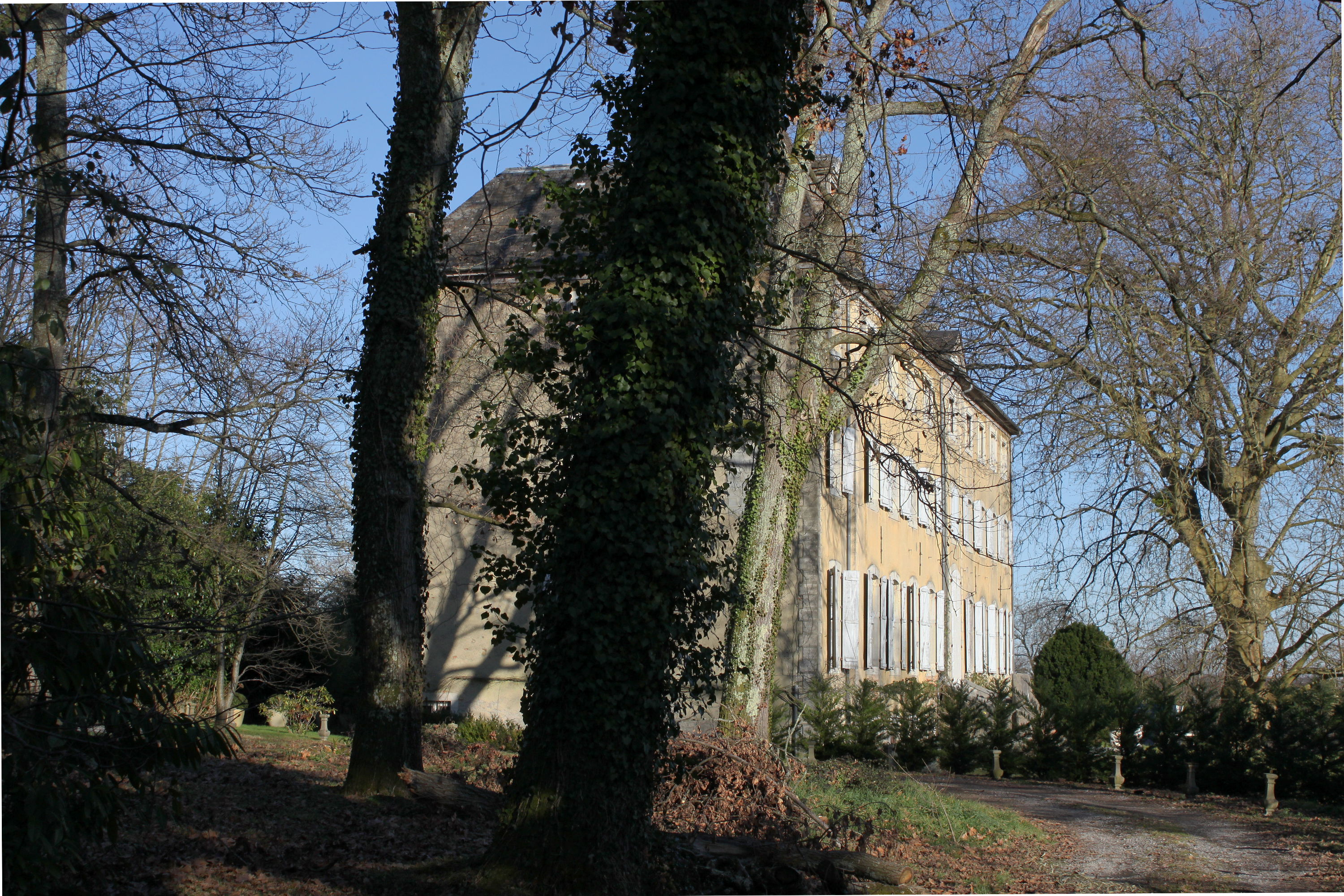
Замок Бернадетс
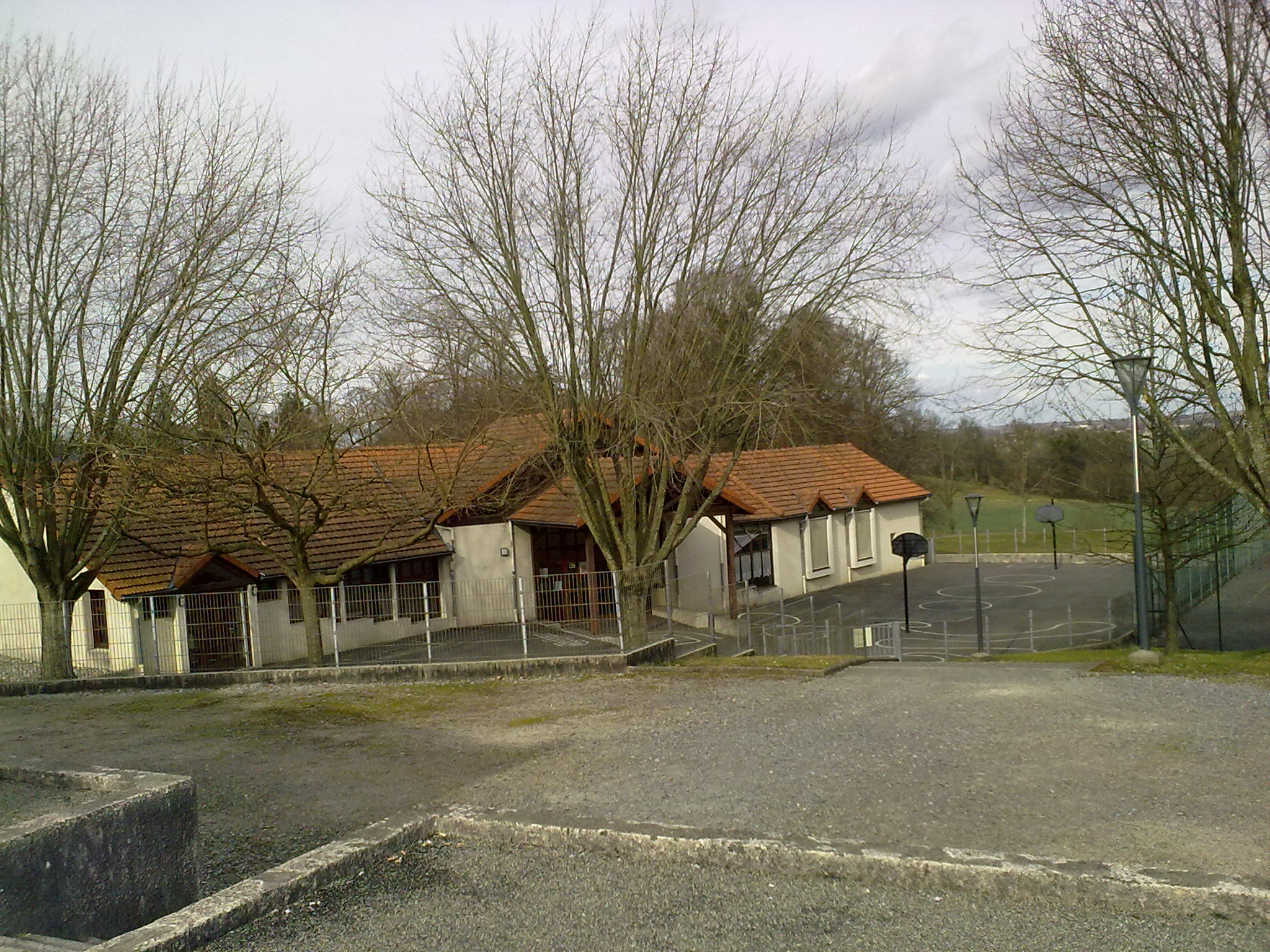
Школа
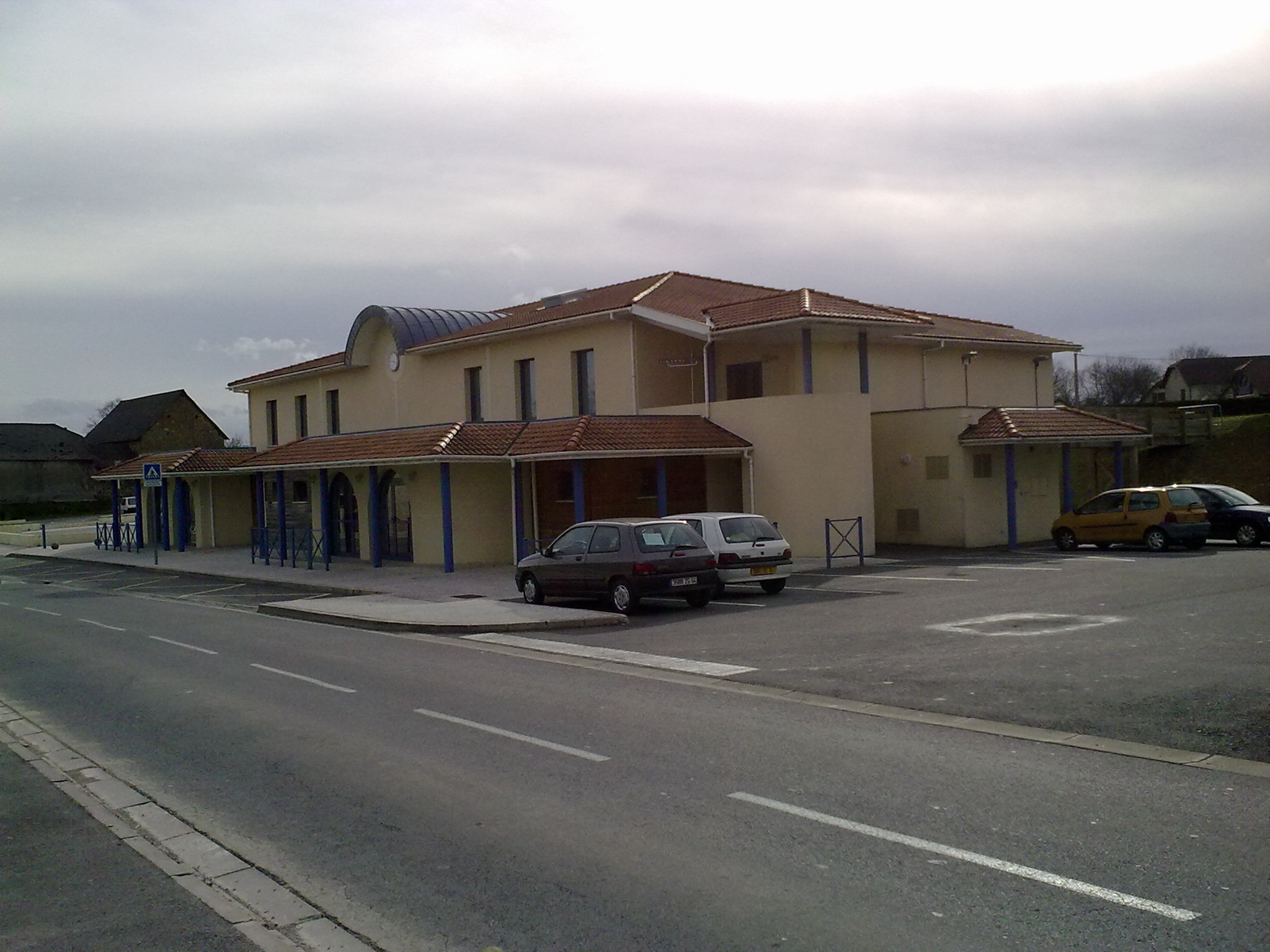
Зал